# Wilson Palacios
Wilson Roberto Palacios Suazo (ur. 29 lipca 1984 w La Ceiba) – honduraski piłkarz występujący na pozycji pomocnika w Real Sociedad.
W latach 2002–2008 grał w lidze honduraskiej, w sezonie 2005/2006 strzelił 5 bramek co zapewniło mu 8. miejsce w klasyfikacji najlepszych strzelców wraz z Allanem Lalinem, Alejandrem Naif i Luisem Santamarią. W 2007 roku został wypożyczony do Birmingham City. Następnie przeniósł się do Wigan Athletic, lecz w zimowym okienku transferowym 2009 został sprzedany do Tottenhamu Hotspur za 14 milionów funtów. Następnie został napastnikiem klubu Stoke City, do którego trafił 31 sierpnia 2011 z Tottenhamu Hotspur za 8 milionów funtów.
Obecnie występuje w Real Sociedad na pozycji pomocnika.